# Nesomyrmex wilda
Nesomyrmex wilda es una especie de hormiga del género Nesomyrmex, tribu Crematogastrini, familia Formicidae. Fue descrita científicamente por Smith en 1943.
Se distribuye por Brasil, Costa Rica, Guayana Francesa, Guatemala, México, Panamá y Estados Unidos. Se ha encontrado a elevaciones de hasta 970 metros. Habita en bosques espinosos, secos tropicales y húmedos.